# Tove Lie
Tove Lie, född 1942 i Oslo, död 2000, var en norsk lyriker.
Lie debuterade 1967 med Øyeblick, och gav ut en rad diktsamlingar, bland dem Syrinx (1970), Speil dine øyne (1973), Det skjulte anarki (1975), Jordsang (1977), Vi sprang ut av ild (1979), Paradis sonate (1980), Med Schubert på kafé (1982), Drag av mørke, strøm av lys (1983), Rullesteiner samler ikke mose (1985), Vinterreise (1988) och Amor fati (1997). Hon var en känslig bildlyriker som placerade in människan i naturen och i kosmos.